# Якимівський район
Яки́мівський райо́н — ліквідований район України на півдні Запорізької області, адміністративний центр селище Якимівка. Населення району складало 33 тис. осіб (2017). Площа району становила 1850 км².
19 липня 2020 року, внаслідок адміністративно-територіальної реформи, Якимівський район був ліквідований, а населені пункти району увійшли до складу новоутвореного Мелітопольського району.

## Географія
Територія району становила 1,85 тис. км² (185,6 тис. га), що становить 7 % від загальної території області. Межував з Мелітопольським та Веселівським районами Запорізької області, Генічеським та Іванівським районами Херсонської області, на сході і південному сході омивався Молочним та Утлюцьким лиманами, на півдні — Азовським морем, на узбережжі якого розташовані понад 200 баз відпочинку та інших оздоровчих закладів.
Дно лиманів вкрито товстим шаром лікувальних грязей, які використовуються лікувально-оздоровчими закладами. Неподалік від сіл Шелюги та Богатир знаходяться джерела лікувальної води.
Узбережжя моря та лиманів є місцем скупчення птахів перед відльотом у теплі краї, але значна кількість їх останніми роками залишається на узбережжі на зимівлю.

### Рельєф
Рельєф району рівнинний, середньостатистична висота над рівнем моря становить 10-15 м.

### Клімат
Клімат Якимівського району помірно-континентальний з вираженими засушливо-суховійними явищами, тобто типовий клімат степів. Важливою характеристикою для сільського господарства є безморозний період, тривалість якого становить 175—185 днів. Район розташований південніше смуги високого тиску, яка являє собою своєрідний вітророзділ. Тому, переважаючими вітрами в зимовий період є східні та північно-східні, влітку — переважають західні та північно-західні.
Середньорічна температура повітря коливається від 7,9 °C до 9,6 °C. Середня температура січня становить −3 °C −5 °C, червня від 22,6 °C до 23,5 °C.
Для району характерний континентальний тип річного руху опадів із максимумом навесні та влітку, мінімумом взимку. Річна кількість атмосферних опадів коливається в межах 360—375 мм. Опади переважно фронтальні, випадають у вигляді дощу та снігу, для літнього періоду характерні зливи. Випаровуваність по території району перевищує величину опадів, коефіцієнт вологості менше 1, через що район відносять до регіонів недостатньої вологості.

### Корисні копалини
Територія району на сході і південному сході омивається Молочним та Утлюцьким лиманами, дно яких вкрито товстим шаром лікувальних сірководневих грязей, які використовуються бальнеогрязевим санаторієм «Кирилівка» для лікування захворювань периферійної нервової системи, кістково-м'язової системи, запалювальних гінекологічних захворювань.
Хлоридонатрієва, йодобромна мінеральна вода, яка подається глибоководними свердловинами в бювет санаторію «Кирилівка», застосовується при лікуванні хвороб шлунково-кишкового тракту, печінки, жовчного міхура, а також використовується для лікувальних процедур.
На території Радивонівської курортної зони неподалік від села Перемога у поймі річки Тащенак знаходиться джерело води, яке потребує проведення дослідження на предмет придатності для виробництва мінеральної води. Крім того, на території району розташовано 169 артсвердловин, які є комунальною власністю територіальних громад району та які є родовищами корисних копалин загальнодержавного значення.

### Флора і фауна
У прибережних водах моря та лиманів водяться цінні види риб (осетер, білуга, севрюга, піленгас).
Зеленою перлиною не тільки району, але й області, є Богатирське лісництво, загальна площа якого становить 1,5 тис. га. Тут представлені різноманітні види рослинного і тваринного світу, багато яких занесені до Червоної книги.
У лісництві водяться дикі кабани, козулі, фазани. Останнім часом збільшилась кількість зайців та лисиць. А в степовій зоні району з'явились і вовки.

### Ландшафти
За фізико-географічним районуванням Запорізької області, район лежить у межах Атманайсько-Утлюцького району Присивасько-Приазовської низовинної області Причорноморсько-Приазовського південностепового краю Південностепової підзони Степової зони.

## Адміністративний устрій
Адміністративно район поділявся на 2 селищні ради і 12 сільських рад, які об'єднують 44 населених пунктів та підпорядковані Якимівській районній раді. Адміністративний центр — селище Якимівка.
19 травня 2016 року, на підставі розпорядження голови Запорізької обласної державної адміністрації № 275, перейменовані об'єкти топоніміки Якимівського району.
| Населений пункт  | Сучасна назва                  | Попередня назва      | Дата перейменування |
| ---------------- | ------------------------------ | -------------------- | ------------------- |
| Якимівка         | вулиця Ігоря Щербини           | вулиця Жовтнева      | 19 травня 2016      |
| Якимівка         | вулиця Героїв 23-го батальйону | вулиця Революції     | 19 травня 2016      |
| Якимівка         | вулиця Визволителів Якимівки   | вулиця Толбухіна     | 19 травня 2016      |
| Якимівка         | вулиця Хліборобів              | вулиця Колгоспна     | 19 травня 2016      |
| Якимівка         | провулок Дмитрівський          | провулок Димитрова   | 19 травня 2016      |
| Якимівка         | вулиця Історична               | вулиця Піонерська    | 19 травня 2016      |
| с. Володимирівка | вулиця Зелена                  | вулиця Ватутіна      | 19 травня 2016      |
| с. Вовчанське    | вулиця Піонерська              | вулиця Щастя         | 19 травня 2016      |
| с. Вовчанське    | вулиця Нова                    | вулиця Жовтнева      | 19 травня 2016      |
| с. Новоданилівка | вулиця Садова                  | вулиця Жовтнева      | 19 травня 2016      |
| с. Чорноземне    | вулиця Історична               | вулиця Толбухіна     | 19 травня 2016      |
| с. Шевченка      | вулиця Сонячна                 | вулиця Малиновського | 19 травня 2016      |
| с-ще Кирилівка   | вулиця Українська              | вулиця Жовтнева      | 19 травня 2016      |

## Населення
У районі станом на 01 вересня 2008 року проживало, з врахуванням попередніх результатів Всеукраїнського перепису населення, 35,7 тис. осіб, з яких 20,6 тис. осіб сільські жителі (56,8 % від загальної кількості населення).
Центр району — селище міського типу Якимівка (з 2024 року — селище), в якому проживало 12,8 тис. мешканців. Віддаленість райцентру від м. Запоріжжя становить 140 км.
Етнічний склад населення району на 2001 рік був представлений наступним чином:
- українці — 61,6 %;
- росіяни — 31,6 %;
- болгари — 1,6 %;
- інші національності — 5,2 %[4].

## Транспорт
Район перетинають два автошляхи міжнародного значення М18E105 (Харків — Сімферополь) завдовжки 35 км та М14E58 (Одеса — Мелітополь — Новоазовськ) завдовжки 13 км.

### Автотранспорт
На території сільських та селищних рад ліквідованого Якимівського району розташовувалося 360 км внутрішньогосподарських доріг збудованих господарствами-сільгоспвиробниками.
Важливе значення для району має автошлях територіального значення Т 0820 (Якимівка — Кирилівка) завдовжки 50 км. На території району розташовано 275 км доріг з твердим покриттям, або 68 % від загальної протяжності автошляхів. В районі працює дві автостанції — в Якимівці та Кирилівці.

### Залізничний транспорт
Район перетинає залізниця зі станцією Якимівка Придніпровської залізниці, яка обслуговує пасажиро- та вантажоперевезення. Крім того, на залізниці, що пролягає через с. Дружба Розівської сільської ради, розташований зупинний пункт Платформа 1267 км, яка обслуговує лише пасажироперевезення на приміських електропоїздах. Довжина залізничних колій на території району становить 35 км.

### Авіаційний транспорт
Найближчий аеропорт від смт Якимівка розташований у місті Мелітополь на відстані 25 км. Найближчий аеропорт від селища Якимівка, яким користуються пасажири, розташований у місті Запоріжжя на відстані 140 км.

### Річковий та морський транспорт
Найближчий річковий порт від селища Якимівка розташований в місті Запоріжжя на відстані 140 км. Найближчий морський порт від селища Якимівка розташований у місті Бердянську на відстані 120 км.

## Промисловість
Найбільшу питому вагу в структурі економіки району складає аграрний сектор. Спеціалізація району — рослинництво і тваринництво.
Промисловий потенціал району по виробництву та реалізації продукції промисловості станом на 1 січня 2010 року склали 3 підприємства: Якимівський структурний підрозділ ТОВ ВО «Моліс» м. Запоріжжя, Якимівське орендне ВОЖКГ та ПО, ТОВ «Агронікс».
Сільськогосподарські угіддя становлять 138,9 тис. га, або 74,8 % від загальної площі району. Із загальної площі сільгоспугідь 117,6 тис. га — це рілля, з якої зрошувані землі — 50,6 тис.га.
У промисловості основною галуззю є переробка сільськогосподарської продукції.
На території району зареєстровано 187 сільськогосподарських підприємств різної форми власності. Діє 4 промислових підприємства та 5 будівельних організацій.
- ТОВ «Якимівський завод продтоварів»
- ТОВ «Якимівський комбікормовий завод»
- ВАТ Якимівський ливарно-механічний завод «Стандарт»
- ТОВ «Якимівський комбінат хлібопродуктів»
- ТОВ Консервний завод «Азовпродукт»
- ТОВ «Якимівський завод Керамічних Виробів»
- ТОВ «Сокологірний екстракційний завод»
- ВАТ «Якимівський Елеватор»
- Агрориболовецьке ТОВ «Сини Моря — Мотор Січ»
- ТОВ «Якимівський млин»
- ДОЧП ТОВ «Якимівський завод продтоварів» «Харчовик»

## Соціальна сфера
Збережена мережа закладів освіти, культури, охорони здоров'я, фізкультури та спорту. Функціонує 27 шкіл, в яких навчається 4232 учня, центральна районна лікарня, дільнична лікарня , 9 лікарських амбулаторій, 23 фельдшерсько-акушерських та фельдшерських пунктів, 2 здоров пункти, 26 будинків культури та сільських клубів, 22 бібліотеки, 3 музичні школи та 3 філії. Паркове господарство, районний історико-краєзнавчий музей, 7 сільських музеїв бойової слави та трудової слави. Збережено 102 пам'ятники історії, культури, архітектури та археології.

## Туристичний потенціал
На узбережжі Азовського моря розташовані понад 200 баз відпочинку та інших оздоровчих закладів. Дно лиманів вкрито товстим шаром лікувальних грязей, які використовуються лікувально-оздоровчими закладами. Неподалік від сіл Шелюги та Богатир знаходяться джерела лікувальної води.

### Території та об'єкти природно-заповідного фонду
До природно-заповідного фонду Якимівського району входить 7 об'єктів ПЗФ загальнодержавного значення (1 національний природний парк, 5 заказників, 1 пам'ятка природи) та 9 об'єктів ПЗФ місцевого (обласного) значення (7 заказників, 1 дендрологічний парк, 1 парк-пам'ятка садово-паркового мистецтва).
- Приазовський національний природний парк
- Гідрологічний заказник «Молочний Лиман»
- Ландшафтний заказник «Сивашик»
- Ландшафтний заказник «Федотова Коса»
- Комплексна пам'ятка природи «Верхів'я Утлюцького лиману»
- Лісовий заказник «Родіонівський»
- Зоологічний заказник «Алтагирський»
- Дендрологічний парк «Золотий берег»
- Ландшафтний заказник «Заплава річки Малий Утлюк»
- Орнітологічний заказник «Заплава річки Атманай»
- Ботанічний заказник «Правий берег Молочного лиману»
- Ботанічний заказник «Степовий схил Молочного лиману»
- Орнітологічний заказник «Тащенацький під»
- Заказник «Гирло Молочного лиману»
- Парк санаторія «Кирилівка»

### Історико-архітектурні споруди
- Будинок, де містився штаб 4-го Українського фронту
- Садиба барона Філібера, XIX століття.

### Садиби сільського туризму, етносадиби
- Садиба сільського туризму, с. Атманай

### Традиційні свята та фестивалі
- Фестиваль-конкурс «Слов'янська Зоряниця» (липень, щорічно)
- «Різдвяні вечорниці», «Щедрий вечір, добрий вечір» (щорічно на Новий рік)
- «Как на Масляной неделе»

## Політика
25 травня 2014 року відбулися Президентські вибори України. У межах Якимівського району було створено 39 виборчих дільниць. Явка на виборах складала — 47,92 % (проголосували 13 249 із 27 646 виборців). Найбільшу кількість голосів отримав Петро Порошенко — 31,96 % (4 235 виборців); Сергій Тігіпко — 16,72 % (2 215 виборців), Юлія Тимошенко — 10,23 % (1 355 виборців), Михайло Добкін — 9,06 % (1 201 виборців), Вадим Рабінович — 8,65 % (1 146 виборців). Решта кандидатів набрали меншу кількість голосів. Кількість недійсних або зіпсованих бюлетенів — 2,82 %.